# Illinois Journal of Mathematics
La revue Illinois Journal of Mathematics est une revue mathématique trimestrielle à évaluation par les pairs publiée par Duke University Press au nom de l'université de l'Illinois à Urbana-Champaign. 

## Description
La revue a été créée en 1957 par Reinhold Baer, Joseph L. Doob, Abraham H. Taub, George W. Whitehead et Oscar Zariski.
Le volume inaugural de la revue contient des contributions dans les principaux domaines des mathématiques de l'époque, par William Feller, Paul Levy et Paul Malliavin en théorie des probabilités ; Richard Bellman, Ralph Philip  Boas, Jack K. Hale (en) et Edwin Hewitt en analyse ; Marvin Marcus, Olga Taussky et Oscar Zariski en algèbre ; et Paul Erdős, Louis J. Mordell et John Tate en théorie des nombres. 
Depuis lors, le journal a publié notamment la première preuve de la conjecture des quatre couleurs par Kenneth Appel et Wolfgang Hakens et 
avec James Koch.
À partir du volume 52 (2008), une version électronique du journal est publiée sur Project Euclid. La version électronique est réservée aux abonnés à partir du volume 54 (2010), mais l'ensemble des archives de l'IJM (depuis le Vol. 1, 1957) est disponible sur  Project Euclid.

## Résumé et indexation
La revue est indexée et résumée dans MathSciNet, Scopus, zbMATH.